# Čo Su-hui
Čo Su-hui (* 29. prosince 1981) je bývalá korejská zápasnice-judistka.

## Sportovní kariéra
V korejské reprezentaci se pohybovala od roku 2000. Startovala v polotěžké váze do 78 kg, ve které patřila v mezi olympijském období (2001-2003) k nejlepším judistkám světa. V roce 2003 však nezvládla roli favoritky na mistrovství světa v Osace a následné vleklé problémy s kolenem jí připravily o účast na olympijských hrách v Athénách v roce 2004. V olympijské nominaci dostala podobně jako v roce 2000 přednost její největší rivalka I So-jon. V roce 2005 v reprezentaci skončila a několikrát se pokusila vrátit. V roce 2008 a 2009 objela několik mezinárodních turnajů, ale pozici reprezentační jedničky Čong Kjong-mi neohrozila. Sportovní kariéru ukončila po roce 2010. Jejím největším úspěchem byla zlatá medaile z domácích Asijských her v Tegu.

### Vítězství na mezinárodních turnajích
- 2002 - 1x světový pohár (Wuppertal)
- 2003 - 2x světový pohár (Leonding, Hamburk)

## Výsledky

### Váhové kategorie
| Turnaj            | 2001           | 2002           | 2003           | 2004           |
| Turnaj            | 20             | 21             | 22             | 23             |
| Turnaj            | polotěžká váha | polotěžká váha | polotěžká váha | polotěžká váha |
| ----------------- | -------------- | -------------- | -------------- | -------------- |
| Olympijské hry    |                |                |                | —              |
| Mistrovství světa | —              |                | úč.            |                |
| Asijské hry       |                | 1.             |                |                |
| Mistrovství Asie  | 1.             |                | —              | 3.             |
| Univerziáda       | 3.             |                | 1.             |                |

### Bez rozdílu vah
| Turnaj            | 2001 | 2002 | 2003 | 2004 |
| Turnaj            | 20   | 21   | 22   | 23   |
| ----------------- | ---- | ---- | ---- | ---- |
| Mistrovství světa | —    |      | —    |      |
| Asijské hry       |      | 3.   |      |      |
| Mistrovství Asie  | —    |      | —    | —    |
| Univerziáda       | 2.   |      | ?    |      |